# Henry Jordan
Henry Wendell Jordan (Emporia, 26 gennaio 1935 – Milwaukee, 21 febbraio 1977) è stato un giocatore di football americano statunitense che ha giocato nel ruolo di linebacker nei Cleveland Browns e i Green Bay Packers della National Football League (NFL). È stato inserito nella Pro Football Hall of Fame nel 1995.

## Carriera professionistica
Jordan fu scelto nel corso del quinto giro del Draft NFL 1957 dai Cleveland Browns, che due anni più tardi lo scambiarono coi Green Bay Packers cambio di una scelta del quarto giro. A Green Bay, sotto la direzione del leggendario Vince Lombardi, Jordan fu convocato per quattro Pro Bowl (1960, 1961 1963 and 1966), venendo premiato come MVP nell'edizione del 1961. Jordan fu inserito sette volte nella formazione ideale della stagione All-Pro e fu uno dei leader della difesa dei Green Bay Packers che disputò sei finali di campionato, vincendone cinque, inclusi i primi due Super Bowl della storia. Dopo una stagione 1969 tormentata dagli infortuni decise di ritirarsi. Morì di attacco di cuore il 21 febbraio 1977 all'età di 42 anni.

## Palmarès
- (3) Campione NFL (1961, 1962, 1965)
- (2) Vincitore del Super Bowl, (I, II)
- (4) Pro Bowl (1960, 1961, 1963, 1966)
- (7) All-Pro (1960, 1961, 1962, 1963, 1964, 1966, 1967)
- MVP del Pro Bowl (1961)
- Green Bay Packers Hall of Fame
- Pro Football Hall of Fame (classe del 1995)